# Bleptina leucopis
Bleptina leucopis là một loài bướm đêm trong họ Noctuidae.